# Stockhausen (Herbstein)
Stockhausen is een plaats in de Duitse gemeente Herbstein, deelstaat Hessen, en telt 862 inwoners (2007).